# The Last Time I Saw Paris (canción)
The Last Time I Saw Paris (La última vez que vi París en español) es una canción de 1940 compuesta por Jerome Kern con letras de Oscar Hammerstein II. La canción fue interpretada por Ann Sothern en la película de 1941: Lady Be Good, y ganó el premio Óscar a la mejor canción original de dicho año.
Sin embargo, la pieza no fue compuesta para la película. Hammerstein declaró que la canción "no fue compuesta para ese fin". En diciembre de 1940, seis adaptaciones de la misma, alcanzaron el listado de ventas de la mano de Kate Smith, quien se hizo con los derechos exclusivos durante seis semanas. La canción satisface la nostalgia en varias canciones de localidades europeas por las que se producía la batalla de Francia junto con la canción A Nightingale Sang in Berkeley Square.
La canción se hizo con el Óscar a la mejor canción original en 1941 siendo este el segundo conseguido por Kern tras The Way You Look Tonight de 1936 y el primero de Hammerstein.

## Versiones
En 2005, Seth MacFarlane con la voz de Brian Griffin realizó una versión de la canción para el álbum Family Guy: Live in Vegas.